# Freie-Partie-Europameisterschaft 1957/2

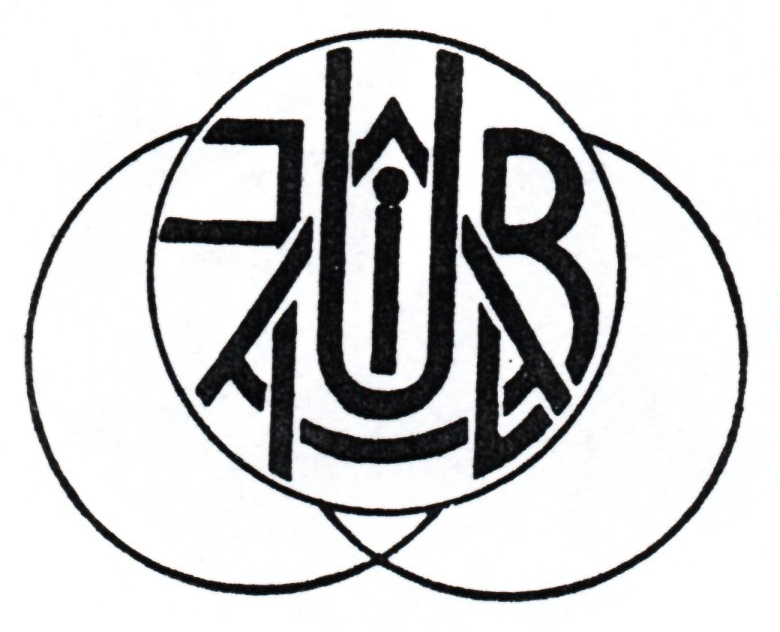
Logo UIFAB (ausrichtender Verband)

Veranstaltungsort: Mollerusa

Die Freie-Partie-Europameisterschaft 1957/2 war das 9. Turnier in dieser Disziplin des Karambolagebillards und fand vom 20. bis zum 21. Juni 1957 in Mollerusa statt. Es war die zweite Freie-Partie-Europameisterschaft in Spanien.

## Geschichte
Das Turnier wurde von der Union Internationale des Fédérations des Amateurs de Billard (UIFAB) ausgerichtet. Sieger wurde der Spanier Joaquin Domingo vor dem Portugiesen Jorge Pinto. Gestartet wurde das Turnier mit fünf Akteuren. Der Spanier Salvador Orti Vélez brach das Turnier nach der Niederlage gegen Eduardo Brufau ab. Da Domingo und Pinto nach der normalen Spielrunde jeweils fünf Matchpunkte hatten, wurde eine Verlängerung bis 100 Punkte gespielt. Erst in der zweiten Verlängerung stand der Sieger fest. Der Punkt aus dem Unentschieden wurde danach nicht gewertet. Alle Ergebnisse konnten nicht komplett ermittelt werden.

## Modus
Gespielt wurde in einer Finalrunde „Jeder gegen Jeden“ bis 500 Punkte.
1. MP = Matchpunkte
2. GD = Generaldurchschnitt
3. HS = Höchstserie

## Finalrunde
| MP    | Match Points (Sieger = 2; Unentschieden = 1; Verlierer = 0) |
| Pkte. | Erzielte Karambolagen                                       |
| Aufn. | Benötigte Versuche                                          |
| GD    | Generaldurchschnitt                                         |
| BED   | Bester Einzeldurchschnitt eines Spielers                    |
| HS    | Höchstserie                                                 |
|       | Bester GD des Turniers                                      |
|       | Bester ED des Turniers                                      |
|       | Beste HS des Turniers                                       |
|       | 1. Platz (Gold)                                             |
|       | 2. Platz (Silber)                                           |
|       | 3. Platz (Bronze)                                           |

| Platz                          | Name            | MP  | Pkte. | Aufn. | GD    | BED    | HS  |
| ------------------------------ | --------------- | --- | ----- | ----- | ----- | ------ | --- |
| 1                              | Joaquin Domingo | 5:1 | 1500  | 20    | 75,00 | 83,33  | 312 |
| 2                              | Jorge Pinto     | 5:1 | 1500  | 23    | 65,21 | 100,00 | 481 |
| 3                              | Eduardo Brufau  | 2:4 | 680   | 27    | 25,18 | 38,46  | 279 |
| 4                              | Gustav Semrad   | 0:6 | ?     | ?     | 8,32  | –      | 39  |
| 1. Verlängerung bis 100 Punkte |                 |     |       |       |       |        |     |
| -                              | Joaquin Domingo | –   | 100   | ?     | ?     | ?      | ?   |
| -                              | Jorge Pinto     | –   | 100   | ?     | ?     | ?      | ?   |
| 2. Verlängerung bis 100 Punkte |                 |     |       |       |       |        |     |
| -                              | Joaquin Domingo | –   | 100   | ?     | ?     | ?      | ?   |
| -                              | Jorge Pinto     | –   | 10    | ?     | ?     | ?      | ?   |
| nach Verlängerung              |                 |     |       |       |       |        |     |
| 1                              | Joaquin Domingo | 6:0 | 1700  | 28    | 60,71 | 83,33  | 312 |
| 2                              | Jorge Pinto     | 4:2 | 1610  | 31    | 51,93 | 100,00 | 481 |